# 815 Coppelia
A 815 Coppelia (ideiglenes jelöléssel 1916 YU) a Naprendszer kisbolygóövében található aszteroida. Max Wolf fedezte fel 1916. február 2-án.